# Ty Olsson
Tyler Victor "Ty" Olsson (n. 28 de janeiro, 1974) é um ator canadense.
É mais conhecido por um de seus papéis como Benny Lafitte na oitava e décima temporada de Supernatural.

## Vida pessoal
Olsson foi casado com Leanna Nash de 2005 até o divórcio em 2012. Eles têm dois filhos, um filho, Dagan e uma filha, MacKenzie. Em 7 de setembro de 2019, Olsson se casou com Katherine Lohmeyer, uma enfermeira da UTIN em Las Vegas, Nevada. Ty Olsson e Katherine Lohmeyer entraram com uma petição conjunta de divórcio em 8 de setembro de 2021.
Olsson está atualmente em um relacionamento com o ator de Supernatural DJ Qualls, e os dois têm planos de se casar.

## Filmografia

### Filmes
- Amanhecer 2 - Phil
- Borealis - Vic Carboneau
- Game of Death - Joe Quinn
- Rise of the Planet of the Apes - Chife John Hamil
- Terror na Neve - Jack Simmons
- 2012 – Air Force One
- O Dia em que a Terra Parou – Coronel
- Aliens vs. Predator: Requiem – Nathan Post
- Class of the Titans – Herry
- Being Ian – Kyle Kelley
- Flight 93 – Mark Bingham
- The Chronicles of Riddick – Merc
- X2 – Mitchell Laurio
- Eight Days to Live – Craig
- RV – Diretor de Passagem
- Firewall – Diretor de tráfigo no aeroporto
- Chaos – Dammond Richards
- Just Friends – Tim
- The Score – Owen
- Christmas Caper – Hank
- G.I. Joe: Spy Troops e G.I. Joe: Valor vs. Venom - Storm Shadow
- The Magic Voyage - Bob, o Beaver

### Séries de televisão
- "Slasher"
- Defying Gravity – Rollie Crane
- The Crow: Stairway to Heaven – Funboy/George Jamieson
- Eureka – Sheriff/Deputy Andy (2 episodes)
- Battlestar Galactica – LSO Capt. Aaron Kelly
- Smallville – Cop/Sniper
- Men In Trees – Sam the Plow Guy
- Stargate SG-1 – Colonel Barnes
- Flash Gordon – Vultan
- Heartland (série)- Brock
- Supernatural – Eli (2ª Temporada, episódio 3), Benny (8ª temporada, 8 episódios)
- Transformers Energon – Downshift
- Transformers Cybertron – Evac
- Historinhas de Dragões – Ord
- Iron Man - O Homem de Ferro – Killer Shrike
- V
- Voltron Force — Hunk
- Once Upon a Time – Hordor (episódio "Desperate Souls")
- Arrow - Martin Somers (episódio " Honor Thy Father")
- Flashpoint - James Mitchell (episódio " Bronken Peace")
- The Tomorrow People - Errol (episódio "The Citadel")
- The 100 - Nyko
- IZombie- Detetive Pratt (Episódio "Pilot")